# هندسه و تزیین در معماری اسلامی
هندسه و تزیین در معماری اسلامی (طومار توپقاپی) کتابی از گلرو نجیب اوغلو با ترجمهٔ مهرداد قیومی بیدهندی است که در سال ۱۳۷۹ منتشر و در مراسم کتاب سال جمهوری اسلامی ایران به‌عنوان کتاب برگزیده معرفی شد.
این کتاب از زمان چاپ مورد نقدهای زیادی قرار گرفته است که معروف ترین نقدها به آن را جُرج صلیبا و تِری آلِن انجام داده اند. در ایران نیز حسن بلخاری نقد وزینی بر آن نوشته است. آخرین نقدی که بر این کتاب در ادبیات معماری ایران نوشته شده، توسط سید احسان میرهاشمی و همکارانش در سال 2024 و در مجله هنرهای کاربردی(IJAPAS) ارائه گردیده است. 